# Reed Timmer
Pour les articles homonymes, voir Timmer.
Reed Timmer, né le 17 mars 1980 à Grand Rapids (Michigan, États-Unis) est un météorologue et chasseur d'oragesaméricain. Il est surtout connu pour la téléréalité de Discovery Channel intitulée Storm Chasers où il poursuivit avec son équipe de TornadoVideos.Net des orages violents dans leur véhicule Dominator SRV. Il a aussi joué dans le film documentaire Tornado Glory et dans des interviews comme Into the Storm.

## Biographie
Reed Timmer s'est intéressé dès son plus jeune âge aux tornades après avoir vécu un violent orage qui a laissé de la grêle de la taille d'une balle de baseball dans sa cour. Après son diplôme du secondaire de Forest Hills Central High School à Grand Rapids, Michigan, en 1998, il étudia la météorologie à l'université de l'Oklahoma. En octobre de la même année, il a filmé sa première tornade. Reed a obtenu son doctorat en météorologie de l'université de l'Oklahoma au printemps de 2015.
Depuis 2008, Reed a conçu et utilisé plusieurs variantes du Dominator, des véhicules carapacés pour affronter la grêle, les projectiles projetés par le vent et la pluie forte rencontrés lors de la chasse aux orages violents. Les premiers ont servi dans l'émission la série Storm Chasers de Discovery Channel jusqu'en 2011. En avril 2013, il a rejoint le poste de télévision KFOR-TV et l'émission 4WARN Storm Team de chasses aux tornades dans le véhicule 4WARN Dominator 4.

## Vie privée
Le 4 octobre 2013, Timmer a subi une crise d'épilepsie lors d'une chasse dans le Nebraska pour KFOR-TV et a été transporté d'urgence à l'hôpital par son équipe. Il est marié à Maria Molina, météorologue chez Fox, depuis décembre 2015.

## Hommage
L'astéroïde (118554) Reedtimmer est nommé en son honneur.